# Göriach
Göriach è un comune austriaco di 352 abitanti nel distretto di Tamsweg, nel Salisburghese.